# Горяинов, Дмитрий Васильевич
Дмитрий Васильевич Горяинов (30 июня 1914 — 1991) — советский легкоатлет (толкатель ядра), чемпион и призёр чемпионатов СССР, призёр чемпионата Европы, рекордсмен СССР (15,56 м — 1946), Заслуженный мастер спорта СССР (1950).

## Спортивные результаты
- Чемпионат СССР по лёгкой атлетике 1943 года — ;
- Чемпионат СССР по лёгкой атлетике 1945 года —  (14,58);
- Чемпионат СССР по лёгкой атлетике 1946 года — ;
- Чемпионат СССР по лёгкой атлетике 1947 года —  (14,96);
- Чемпионат СССР по лёгкой атлетике 1948 года —  (15,61);
- Чемпионат СССР по лёгкой атлетике 1949 года —  (15,78);
- Чемпионат СССР по лёгкой атлетике 1950 года — ;